# Uczelnie we Francji

## Autonomia
Autonomia instytucjonalna uniwersytetów francuskich, w porównaniu z innymi państwami jest znacznie ograniczona, ponadto nie jest gwarantowana ani przepisami Konstytucji z 1958 r., ani postanowieniami preambuły Konstytucji z 1946 r., ani też postanowieniami Deklaracji Praw Człowieka i Obywatela. Francuski system szkolnictwa wyższego jest typowym systemem o przewadze władzy państwa nad szkołami wyższymi. Pierwsze prawo o uniwersytetach z dnia 10 lipca 1896 r. nie przewidywało autonomii uczelni w ogóle. Dopiero przepisy ustawy „Edgar Faure” nr 98 – 978 z dnia 12 listopada 1968 r. o szkolnictwie wyższym nadały uniwersytetom pewną autonomię w zakresie zarządzania, administrowania, kształcenia i finansów. Autonomia uniwersytetów została zwiększona na podstawie przepisów ustawy „Savary” z dnia 26 stycznia 1984 r. o szkolnictwie, a także na podstawie kolejnych ustaw:  z dnia 12 lipca 1999 r. o innowacyjności i badaniach naukowych oraz ustawy nr 2007-1199 z dnia 10 sierpnia 2007 r. o wolności i odpowiedzialności uniwersytetów.
Za elementy autonomii finansowej uniwersytetów francuskich należy uznać: zobowiązanie władz publicznych do zapewnienia uczelniom publicznym środków finansowych niezbędnych do wykonywania ich zadań, prawo prowadzenia działalności gospodarczej niezależnie od działalności edukacyjnej i naukowej, prawo przenoszenia niewykorzystanych środków publicznych na kolejny rok oraz prawo do zbywania aktywów.

## Struktura studiów

### Obecnie
Struktura studiów od 2006 r. jest trzystopniowa.
Dostęp do studiów doktoranckich uzyskuje się po ukończeniu studiów magisterskich lub na podstawie specjalnego zezwolenia wydawanego studentom, którzy ukończyli studia na równorzędnym poziomie za granicą lub którym uznano dotychczasowe wykształcenie. Każdy doktorant ma obowiązek uczestniczyć w co najmniej 100 godzinach kursów, które z założenia przygotowują do udziału w projektach badawczych oraz pogłębiają wiedzę naukową.

### Przed 2006
Przed wprowadzeniem trzystopniowego systemu studiów struktura studiów we Francji przedstawiała się następująco:
- Diplôme d’études universitaires générales (DEUG – Dyplom ogólnych studiów uniwersyteckich) – poziom matura + 2 lata studiów czyli poziom 5 według Międzynarodowej Standardowej Klasyfikacji Kształcenia ISCED 2011[10];
- Licence (licencjat) – poziom matura + 3 lata studiów czyli poziom 6 według ISCED 2011;
- Maîtrise – poziom matura + 4 lata studiów czyli poziom 6 według ISCED 2011[11];
- Diplôme d’études approfondies (DEA – dyplom studiów pogłębionych[12]) – poziom matura + 5 lat studiów czyli poziom 7 według ISCED 2011[13].

## Organy przedstawicielskie
Organem przedstawicielskim uczelni jest Konferencja Prezydentów Zakładów Szkolnictwa Wyższego (Conférence des chefs d’établissements de l’enseignement supérieur), która zrzesza członków Konferencji Prezydentów Uniwersytetów, członków Konferencji Dyrektorów Państwowych Wyższych Szkół Inżynierskich oraz innych członków reprezentujących szkoły francuskie za granicą, a także instytucje naukowe niebędące uniwersytetami.

## Jakość kształcenia
Na podstawie przepisów ustawy z dnia 10 lipca 1934 r. o warunkach przyznawania tytułu zawodowego inżyniera, Komisja do spraw Tytułów Inżynierskich (Commission des Titres d’Ingénieurs) zajmuje się oceną jakości kształcenia na kierunkach studiów kończących się uzyskaniem tego tytułu w uczelniach prywatnych, a na mocy przepisów ustawy z dnia 26 stycznia 1984 r. o szkolnictwie wyższym, również w uczelniach publicznych. W celu oceny pozostałych kierunków studiów utworzono Państwową Komisję do spraw Oceny Publicznych Placówek Naukowych, Kulturalnych i Zawodowych (Comité national d’évaluation des établissements publics à caractère scientifique, culturel et professionnel). W 2006 r. została ona połączona z Narodowym Komitetem Ewaluacji Nauki (Comité national d’évaluation de la recherche) i przekształcona w Agencję do spraw Oceny Badań i Kształcenia w Szkolnictwie Wyższym (Agence d’évaluation de l’enseignement supérieur et de la recherche).

## Grandes écoles
- École nationale d’administration (ENA)
- École normale supérieure
- École normale supérieure w Paryżu
- École normale supérieure w Cachan
- École normale supérieure(inne języki) w Lyonie
- École pour l’informatique et les techniques avancées (EPITA)
- École Centrale d’Électronique(inne języki) (ECE)
- École Supérieure de Commerce de Marseille-Provence(inne języki)
- École Supérieure de Commerce de Paris(inne języki)
- École des Hautes Études Commerciales

## Uniwersytety

### Aix-Marsylia
- Université d’Aix-Marseille I – Provence
- Université d’Aix-Marseille II – Méditerranée
- Université d’Aix-Marseille III – Paul Cézanne
- Université d’Avignon et des Pays de Vaucluse

### Amiens
- Université de Picardie – Université de Picardie-Jules Verne mieszcząca się w Amiens.
- Université de Technologie de Compiègne(inne języki)

### Małe Antyle-Gujana Francuska
- Université Antilles-Guyane

### Besançon
- Université de Franche-Comté : Besançon
- Université de technologie de Belfort-Montbéliard(inne języki)

### Bordeaux
- Université Bordeaux I
- Université Bordeaux 2(inne języki) – Victor Segalen
- Université Bordeaux 3(inne języki) – Michel de Montaigne
- Université Bordeaux 4 – Montesquieu
- Université de Pau et des Pays de l’Adour(inne języki)

### Caen
- Uniwersytet w Caen

### Clermont-Ferrand
- Université de Clermont-Ferrand I – Owernia
- Université de Clermont-Ferrand II – Blaise Pascal

### Korsyka
- Université de Corse – Pasquale Paoli

### Dijon
- Université de Bourgogne – Burgundia

### Grenoble
- Université de Savoie – Savoie i Haute-Savoie
- Université Grenoble Alpes (od 1 stycznia 2016)
  - Université de Grenoble I – Joseph Fourier (do 1 stycznia 2016)
  - Université de Grenoble II – Pierre Mendès France (do 1 stycznia 2016)
  - Université de Grenoble III – Stendhal (do 1 stycznia 2016)
- Institut national polytechnique de Grenoble(inne języki)

### Lille
- Université Lille Nord de France
  - Université d’Artois(inne języki)
  - Uniwersytet Lille I – Nauki przyrodnicze i techniczne, matematyka i ekonomia.
  - Université Lille 2 Droit et Santé – Prawo i nauki polityczne, medycyna, sport i zdrowie publiczne.
  - Université Charles-de-Gaulle Lille 3 – nauki humanistyczne i piękne.
  - Université du Littoral Cote d’Opale(inne języki)
  - Université de Valenciennes et du Hainaut-Cambrésis

### Limoges
- Université de Limoges

### Lyon
- Université de Lyon I – Claude Bernard
- Université de Lyon II – Lumière
- Université de Lyon III – Jean Moulin
- Université de Saint-Étienne – Jean Monnet

### Montpellier
- Université Montpellier 1
- Université Montpellier 2(inne języki) – Sciences et Techniques du Languedoc
- Université Montpellier 3 – Paul Valéry
- Université de Perpignan
- Centre universitaire de formation et de recherche de Nîmes(inne języki)

### Nancy-Metz
- Zespół lotaryńskich uniwersytetów europejskich grupuje następujące uczelnie:
  - Institut national polytechnique de Lorraine(inne języki)
  - Université Henri Poincaré(inne języki) / Université de Nancy I
  - Université de Nancy II(inne języki)
  - Université Paul Verlaine(inne języki) – Université de Metz

### Nantes
- Université d’Angers
- Université du Mans – Maine
- Université de Nantes

### Nicea
- Université de Nice – Sophia Antipolis
- Université du sud – Toulon – Var

### Orlean-Tours
- Université d’Orléans
- Université de Tours – François Rabelais

### ParyżiÎle-de-France
- Université de Paris I – Panthéon-Sorbonne
- Université de Paris II – Panthéon-Assas
- Université de Paris III – La Sorbonne Nouvelle
- Université de Paris IV – Paris-Sorbonne
- Université de Paris V – René Descartes
- Université de Paris VI – Piotr i Maria Curie
- Université de Paris VII – Denis Diderot
- Université de Paris VIII(inne języki) – Vincennes-Saint-Denis
- Université Paris-IX Dauphine
- Université de Paris X – Nanterre
- Université de Paris XI – Paris Sud
- Université de Paris XII Val-de-Marne – Paris-Val-De-Marne
- Université de Paris XIII – Paris Nord
- Université de Marne-la-Vallée(inne języki)
- Université de Cergy-Pontoise(inne języki)
- Université d’Évry-Val d’Essonne
- Université de Versailles-Saint-Quentin-en-Yvelines

### Poitiers
- Université de Poitiers
- Université de La Rochelle

### Reims
- Université de Reims Champagne-Ardenne(inne języki)
- Université de technologie de Troyes

### Rennes

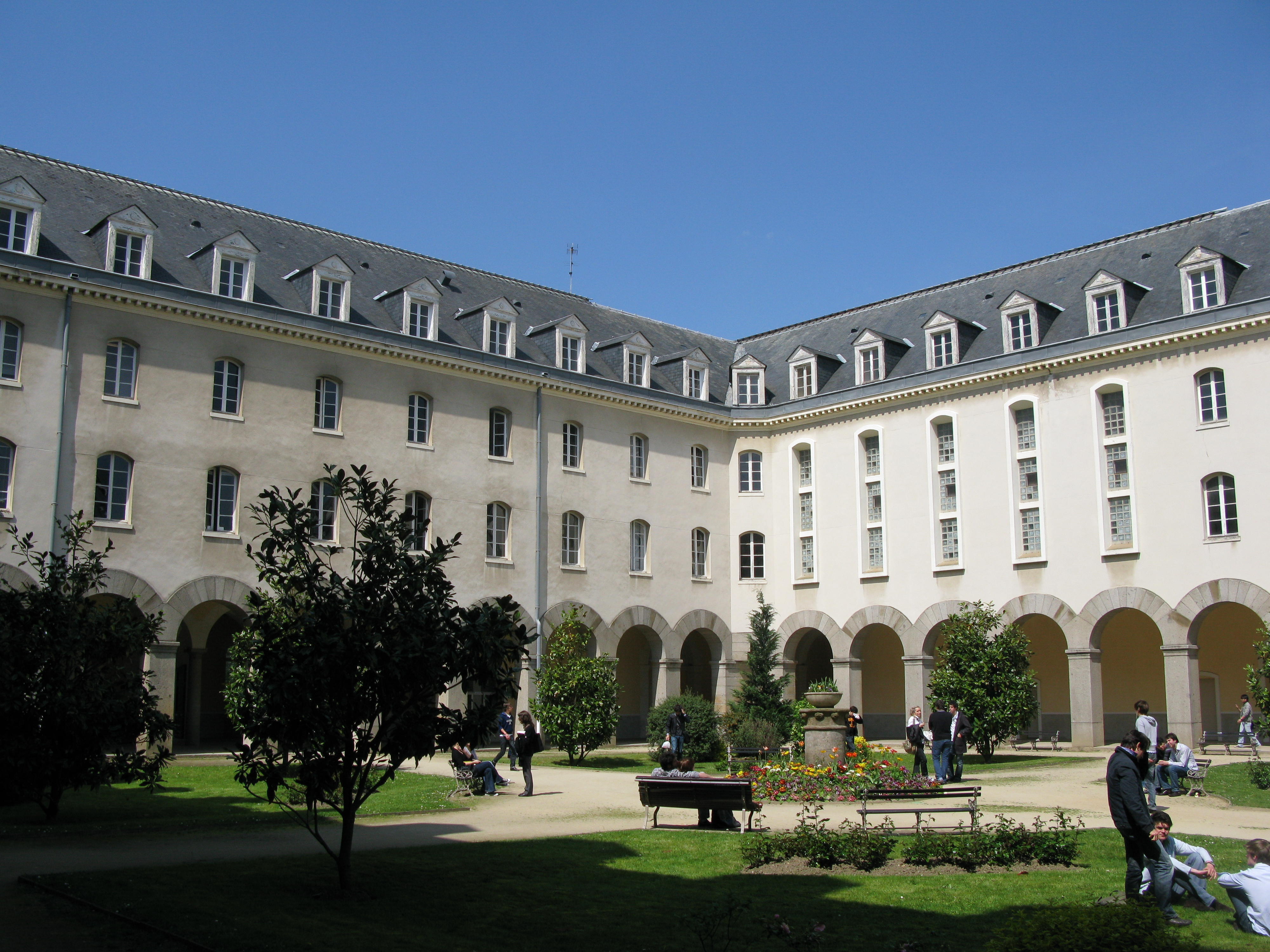
Uniwersytet w Rennes 1

- Université de Bretagne Occidentale(inne języki) – Brest
- Université de Bretagne Sud(inne języki)
- Université de Rennes I
- Université de Rennes II Haute-Bretagne

### Réunion
- Université de la Réunion

### Rouen
- Université du Havre
- Université de Rouen

### Strasburg
- Université de Mulhouse – Haute-Alsace
- Université de Strasbourg I – Louis Pasteur
- Université de Strasbourg II – Marc Bloch
- Université de Strasbourg III – Robert Schuman

### Tuluza
- Université Toulouse 1 – nauki społeczne
- Université Toulouse 2 – Toulouse-Le Mirail
- Université Toulouse 3 – Paul Sabatier
- Institut national polytechnique de Toulouse(inne języki)
- Centre universitaire de formation et de recherche – Jean-François Champollion(inne języki)

### Zbiorowości zamorskie
- Université de la Polynésie Française(inne języki)
- Université de la Nouvelle Calédonie(inne języki)

## Uczelnie techniczne

### 1-9
- 3IL – Institut d’ingénierie informatique de Limoges(inne języki)

### C
- CESI – Centre des études supérieures industrielles(inne języki)
- CESTI Supméca – Centre d’études supérieures des techniques industrielles
- CNAM – Conservatoire national des arts et métiers
- CPE – École supérieure de chimie, physique, électronique de Lyon

### E
- ECAM – École catholique des arts et métiers(inne języki), Lyon
- ECE – École centrale d’électronique(inne języki)
- ECF – Écoles centrales de France
  - ECLi – École centrale de Lille, Centrale Lille
  - ECL – École Centrale de Lyon, Centrale Lyon
  - ECM – Ecole Centrale de Marseille, Centrale Marseille
  - ECN – École Centrale de Nantes, Centrale Nantes (filia w Saint-Nazaire)
  - ECP – École centrale Paris, Centrale Paris
  - ECPk – École Centrale de Pékin(inne języki), Centrale Pekin
- ECPM – École européenne de chimie des polymères et matériaux(inne języki), Strasburg
- EEIGM – École européenne d’ingénieurs en génie des matériaux(inne języki), Nancy
- EFREI – École des technologies de l’informatique et du management, dawniej : École française d’électronique et d’informatique
- EGIM – École généraliste d’ingénieurs de Marseille, future Ecole Centrale de Marseille
- EIC – École d’ingénieurs de Cherbourg(inne języki)
- EIGSI – École d’ingénieurs en génie des systèmes industriels de La Rochelle(inne języki)
- EIPC – École d’ingénieurs du Pas-de-Calais
- EISTI – École internationale des sciences du traitement de l’information
- EIVP – École des ingénieurs de la ville de Paris(inne języki)
- EMA – École des mines d’Alès(inne języki)
- EMN – École des mines de Nantes
- ENAC – École nationale de l’aviation civile
- ENGEES – École nationale du génie de l’eau et de l’environnement de Strasbourg(inne języki)
- ENI – Écoles nationales d’ingénieurs(inne języki)
  - ENIB – École nationale d’ingénieurs de Brest(inne języki)
  - ENIM – École nationale d’ingénieurs de Metz(inne języki)
  - ENISE – École nationale d’ingénieurs de Saint-Étienne(inne języki)
  - ENIT – École nationale d’ingénieurs de Tarbes(inne języki)
  - ENIVL – École nationale d’ingénieurs du Val de Loire(inne języki)
- ENIC – École nouvelle d’ingénieurs en télécommunications – Télécom Lille1
- ENITA – École nationale d’ingénieurs des travaux agricoles(inne języki)
  - ENITAB – École nationale d’ingénieurs des travaux agricoles de Bordeaux(inne języki)
  - ENITAC – École nationale d’ingénieurs des travaux agricoles de Clermont-Ferrand(inne języki)
  - ENITIAA – École nationale d’ingénieurs des techniques des industries agro-alimentaires(inne języki) w Nantes
  - ENESAD – Établissement national d’enseignement supérieur agronomique de Dijon(inne języki)
- ENM – École nationale de la météorologie(inne języki)
- ENPC – École nationale des ponts et chaussées, Ponts
- ENSA – École nationale supérieure agronomique
  - ENSAIA – École nationale supérieure d’agronomie et des industries alimentaires(inne języki), w Nancy
  - ENSAM – École nationale supérieure agronomique de Montpellier(inne języki)
  - ENSAR – École nationale supérieure agronomique de Rennes(inne języki)
  - ENSAT – École nationale supérieure agronomique de Toulouse(inne języki)
  - Zobacz też: INA P-G poniżej
- ENSAE – École nationale supérieure de l’aéronautique et de l’espace, SUPAERO
- ENSAE – École nationale de la statistique et de l’administration économique
- ENSAI – École nationale de la statistique et de l’analyse de l’information(inne języki)
- ENSAIT – École nationale des arts et industries textile(inne języki) (Roubaix)
- ENSAM – École nationale supérieure d’arts et métiers, Arts et Métiers
- ENSBANA – Ecole nationale supérieure de Biologie Appliquée à la Nutrition et l’Alimentation
- ENSCI – École nationale supérieure de la céramique industrielle
- Uczelnie chemiczne écoles nationales supérieures de chimie
  - ENSCL – École nationale supérieure de chimie de Lille(inne języki)
  - ENSCCF – École nationale supérieure de chimie de Clermont-Ferrand(inne języki)
  - ENSCM – École nationale supérieure de chimie de Montpellier
  - ENSCMu – École nationale supérieure de chimie de Mulhouse(inne języki)
  - ENSCP – École nationale supérieure de chimie de Paris
  - ENSCPB – École nationale supérieure de chimie et physique de Bordeaux
  - ENSCR – École nationale supérieure de chimie de Rennes(inne języki)
- ENSEA – École nationale supérieure de l’électronique et de ses applications(inne języki)
- ENSEEG – École nationale supérieure d’électrochimie et d’électrométallurgie de Grenoble(inne języki)
- ENSEEIHT – École nationale supérieure d’électrotechnique, d’électronique, d’informatique, d’hydraulique et des télécommunications(inne języki)
- ENSEIRB – École nationale supérieure d’électronique, informatique et radiocommunications de Bordeaux(inne języki)
- ENSEM – École nationale supérieure d’électricité et de mécanique(inne języki), Nancy
- ENSERG – École nationale supérieure d’électricité et de radioélectricité de Grenoble(inne języki)
- ENSG – École nationale supérieure de géologie(inne języki), Nancy
- ENSG – École nationale des sciences géographiques(inne języki)
- ENSGI – École nationale supérieure de Génie Industriel(inne języki), Grenoble
- ENSGSI – École nationale supérieure en Génie des Systèmes Industriels(inne języki), Nancy
- ENSGTI – École nationale supérieure en génie des technologies industrielles(inne języki)
- ENSHMG – École nationale supérieure d’hydraulique et de mécanique de Grenoble(inne języki)
- ENSIA – École nationale supérieure des Industries Agricoles et Alimentaires(inne języki)
- ENSIAME – École nationale supérieure d’ingénieurs en informatique automatique mécanique énergétique électronique(inne języki)
- ENSIB – École nationale supérieure d’ingénieurs de Bourges(inne języki)
- ENSIC – École nationale supérieure des industries chimiques(inne języki), Nancy
- ENSICA – École nationale supérieure d’ingénieurs de constructions aéronautiques(inne języki)
- ENSICAEN – École nationale supérieure d’ingénieurs de Caen(inne języki)
- ENSIEG – École nationale supérieure d’ingénieurs électriciens de Grenoble(inne języki)
- ENSIETA – École nationale supérieure des ingénieurs des études et techniques d’armement à Brest
- ENSIIE – École nationale supérieure d’informatique pour l’industrie et l’entreprise à Évry
- ENSIL – École nationale supérieure d’ingénieurs de Limoges(inne języki)
- ENSIM – École nationale supérieure d’ingénieurs du Mans(inne języki)
- ENSIMAG – École nationale supérieure d’informatique et de mathématiques appliquées de Grenoble(inne języki)
- ENSITM – École nationale supérieure des industries textiles de Mulhouse(inne języki)
- ENSM, les Écoles nationales supérieures des mines, regroupée dans le GEM – Groupement des Écoles des Mines
  - École nationale supérieure des mines d’Albi-Carmaux(inne języki) – Mines d’Albi-Carmaux
  - École nationale supérieure des mines d’Alès(inne języki) – Mines d’Alès
  - École nationale supérieure des mines de Douai(inne języki) – Mines de Douai
  - École nationale supérieure des mines de Nancy – ENSMN
  - École nationale supérieure des mines de Paris, Mines de Paris
  - École nationale supérieure des mines de Saint-Étienne, Mines de Saint-Étienne
- ENSMA – École nationale supérieure de mécanique et d’aérotechnique de Poitiers
- ENSMM – École nationale supérieure de mécanique et des microtechniques de Besançon
- ENSPG – École nationale supérieure de physique de Grenoble(inne języki)
- ENSPS – École nationale supérieure de physique de Strasbourg
- ENSSAT – École nationale supérieure de sciences appliquées et de technologie(inne języki)
- ENST – École Nationale Supérieure des Télécommunications de Paris, Télécom Paris
- ENST Bretagne – École Nationale Supérieure des Télécommunications de Bretagne, Télécom Bretagne
- ENSTA – École nationale supérieure de techniques avancées
- ENSTIB – Ecole Nationale Supérieure des Technologies du Bois
- ENSTIMAC – École Nationale Supérieure des Technique Industrielle et des Mine d’Albi-Carmaux
- ENSTIMD – École nationale supérieure des techniques industrielles et des mines de Douai(inne języki)
- ENTPE – École nationale des travaux publics de l’État(inne języki)
- ENTM – École nationale des travaux maritimes(inne języki)
- EOST – École et observatoire des sciences de la terre de l’université Strasbourg 1(inne języki)
- École polytechnique, X
- EPF - École d'ingénieurs – anciennement École polytechnique féminine
- EPMI – École d’électricité, de production et des méthodes industrielles(inne języki)
- EPSI – École privée des sciences informatiques(inne języki)
- EPU Tours – Ecole polytechnique de l’Université de Tours(inne języki)
- ESAIP – École supérieure angevine d’informatique et de productique(inne języki)
  - Angers
  - Grasse
- ESBS – École supérieure de biotechnologie de Strasbourg(inne języki)
- ESCOM – École supérieure de chimie organique et minérale(inne języki)
- ESCPI – École supérieure de conception et de production industrielles(inne języki), ingénieurs 2000
- ESEO – École supérieure d’électronique de l’ouest(inne języki)
- ESGT – École supérieure des géomètres et topographes(inne języki)
- ESGI – École supérieure de génie informatique
- ESIA – École supérieure d’ingénieurs d’Annecy, Annecy
- ESIAL – École supérieure d’informatique et applications de Lorraine(inne języki), Nancy
- ESIEA – École supérieure d’informatique d’électronique et d’automatique(inne języki)
  - Paris
  - Laval
  - Casablanca, Maroc
- ESIEE – École supérieure d’ingénieurs en électronique et électrotechnique
  - Amiens
  - Paris
- ESIGELEC – École supérieure d’ingénieurs en génie électrique
- ESIGETEL – École supérieure d’ingénieurs en informatique et génie des télécommunications(inne języki)
- ESIGEC – École supérieure d’ingénieurs de Chambéry
- ESIL – École supérieure d’ingénieurs de Luminy(inne języki)
- ESILV – École supérieure d’ingénieurs Léonard de Vinci(inne języki)
- ESINSA – École supérieure d’ingénieurs de Nice Sophia-Antipolis(inne języki)
- ESIP – École supérieure d’ingénieurs de Poitiers(inne języki)
- ESIREM – École supérieure d’ingénieurs de recherche en matériaux(inne języki)
- ESISAR – École supérieure d’ingénieurs en systèmes industriels avancés Rhône-Alpes
- ESITC – École supérieure d’ingénieur des travaux de la construction
- ESM St-Cyr – École spéciale militaire de Saint-Cyr
- ESME – École spéciale de mécanique et d’électricité, ESME Sudria
- ESPCI – École Supérieure de Physique et de Chimie Industrielles de la Ville de Paris, Physique Chimie Paris
- ESSAIM – École supérieure des sciences appliquées pour l’ingénieur de Mulhouse(inne języki)
- ESSI – École supérieure en sciences informatiques(inne języki) à Sophia-Antipolis
- ESSTIN – École supérieure des sciences et technologies de l’ingénieur de Nancy
- ESTBB – École supérieure de technologie des biomolécules de Bordeaux(inne języki)
- ESTIA – École supérieure des technologies industrielles avancées(inne języki)
- ESTIT – École supérieure des techniques industrielles et des textiles(inne języki)
- ESTP – École spéciale des travaux publics, du bâtiment et de l’industrie

### H
- HEI – Hautes études d’ingénieur(inne języki)
- HITEMA – Ecole Informatique

### I
- IAAI – Institut des applications avancées de l’Internet (maintenant rattaché à l’ESIL)
- ICAM – Institut catholique d’arts et métiers
- IdC – Institut de cognitique
- IFIPS – Institut de formation des ingénieurs de l’université Paris-Sud ex FIIFO, FIUPSO, NFIO, NFI-TEAN
- IFITEP – Institut de formation d’ingénieurs en techniques électroniques de Paris
- IFMA – Institut français de mécanique avancée(inne języki)
- IFSIC – Institut de formation supérieure en informatique et communication de l’Université de Rennes I(inne języki)
- IG2I – Institut de génie informatique et industriel(inne języki)
- IG2K – Ingénieurs 2000 – École d’ingénieurs en alternance
- INA P-G – Institut national agronomique Paris-Grignon(inne języki)
- INPL – Institut national polytechnique de Lorraine(inne języki) qui regroupe 7 écoles d’ingénieurs (voir article détaillé)
- INSA – Instituts nationaux des sciences appliquées(inne języki)
  - Lyon
  - Toulouse
  - Rennes(inne języki)
  - Rouen(inne języki)
  - Strasbourg(inne języki)
- INT Télécom – Télécom INT
- IPSA – Institut polytechnique des sciences avancées
- ISBS – Institut supérieur des bio-sciences de Paris(inne języki)
- ISAB – Institut supérieur d’agriculture de Beauvais
- ISEL – Institut supérieur d’études logistiques(inne języki)
- ISEP – Institut supérieur d’électronique de Paris(inne języki)
- ISEN – Institut supérieur d’électronique et du numérique(inne języki)
  - Lille
  - Brest
  - Toulon
- ISIMA – Institut supérieur d’informatique, de modélisation et des applications(inne języki)
- ISITV – Institut des sciences de l’ingénieur de Toulon et du Var(inne języki)
- ISMEA – Ingénieurs spécialisés en microélectronique et applications
- ISPA – Institut supérieur de plasturgie d’Alençon(inne języki)
- ISPG – Institut scientifique et polytechnique de l’Institut Galilée(inne języki)
- ISTASE – Institut supérieur des techniques avancées de Saint-Étienne
- ISTIL – Institut des sciences et techniques de l’ingénieur de Lyon(inne języki), Lyon
- ISTY – Institut des sciences et techniques des Yvelines(inne języki), Versailles
- ISU – International space university(inne języki)
- Iteem – Institut technologique européen d’entrepreneuriat et de management(inne języki)
- ITII – Instituts des techniques d’ingénieur de l’industrie(inne języki)

### M
- MATMECA – École d’ingénieurs en modélisation mathématique et mécanique

### P
- Polytech' – Regroupement d’écoles polytechniques universitaires
  - CUST Clermont-Ferrand
  - Polytech’Grenoble(inne języki)
  - Polytech’Lille(inne języki)
  - Polytech’Marseille(inne języki)
  - Polytech’Montpellier(inne języki)
  - Polytech’Nantes(inne języki)
  - Polytech’Nice Sophia(inne języki)
  - Polytech’Orléans(inne języki)
  - Polytech’Tours(inne języki)

### S
- SUPAERO – École nationale supérieure de l’aéronautique et de l’espace
- Supélec – École supérieure d’électricité
- SupOptique – École supérieure d’optique

### U
- UT – Universités de technologie
  - UTBM – Université de technologie de Belfort-Montbéliard(inne języki)
  - UTC – Université de technologie de Compiègne(inne języki)
  - UTT – Université de technologie de Troyes

## Inne
- Collège de France
- École des hautes études en sciences sociales (EHESS)
- École nationale supérieure d’architecture de Versailles(inne języki)
- École nationale des chartes
- École pratique des hautes études (EPHE)
- Institut national des Langues et Civilisations orientales (INALCO, Langues'O)